# Disciole (sainte)
Pour les articles homonymes, voir Disciole.
Sainte Disciole est la nièce de l’évêque d’Albi, saint Salvius . Elle entre toute jeune à l’Abbaye Sainte-Croix qu’avait fondée la reine Radegonde et dont sainte Agnès de Poitiers était alors la première abbesse. 
Disciole laisse le souvenir d'une moniale humble et disponible, aimée pour sa modestie, la simplicité de ses mœurs, et son observance attentive de la règle de son abbaye.
Elle est morte en 583, peu avant sainte Radegonde. Elle est la première sainte de l’abbaye Sainte-Croix. Son tombeau se trouve dans la crypte de l’église Sainte-Radegonde à Poitiers.
L’Église catholique la fête le même jour que sainte Agnès, le 13 mai.